# Incendio en la refinería Antonio Dovalí Jaime
El incendio de la refinería Antonio Dovalí Jaime ocurrió el 14 de junio de 2017 en Salina Cruz, Oaxaca, a las 8:50 (GMT-5).
El día anterior, la tormenta tropical Calvin tocó tierra en las costas de Oaxaca, lo que provocó que incrementara el potencial de las lluvias en la parte sur de México, como consecuencia las instalaciones de la refinería quedaron inundadas tras las lluvias que produjo la tormenta, causando «el desbordamiento de presas de residuos y el derramamiento de aceite», tras lo cual se suspendieron las actividades.
A las 09:00 una explosión y una densa columna de humo negro llamaron la atención de la población y encendieron las alertas dentro de la planta, con capacidad para procesar 330 mil barriles de crudo diariamente. A las 09:30 se produjo una segunda explosión.
Según la empresa, el aceite alcanzó el punto de ignición como consecuencia de la inundación, provocando el incendio, aunque según otros informes las explosiones se produjeron como consecuencia de un cortocircuito en transformadores de energía de la planta.